# 吳昇 (宣德進士)
吳昇（1408年—？），字亨晦，南直隸安慶府懷寧縣人，民籍。明朝政治人物。進士出身。

## 生平
應天府鄉試第六名，宣德八年（1433年）癸丑科會試第二十九名，殿試登進士第三甲第四十三名。正統元年十月授行在工科給事中，七年四月充副使，册封晋王朱鍾鉉。正統八年七月，升任浙江承宣布政使司右參議，平定銀礦盜亂，後致仕歸。

## 家族
曾祖父吳雲。祖父吳宗。父亲吳思誠。母楊氏。具慶下。兄吳溥。聘王氏。